# シェルビー・マスタング

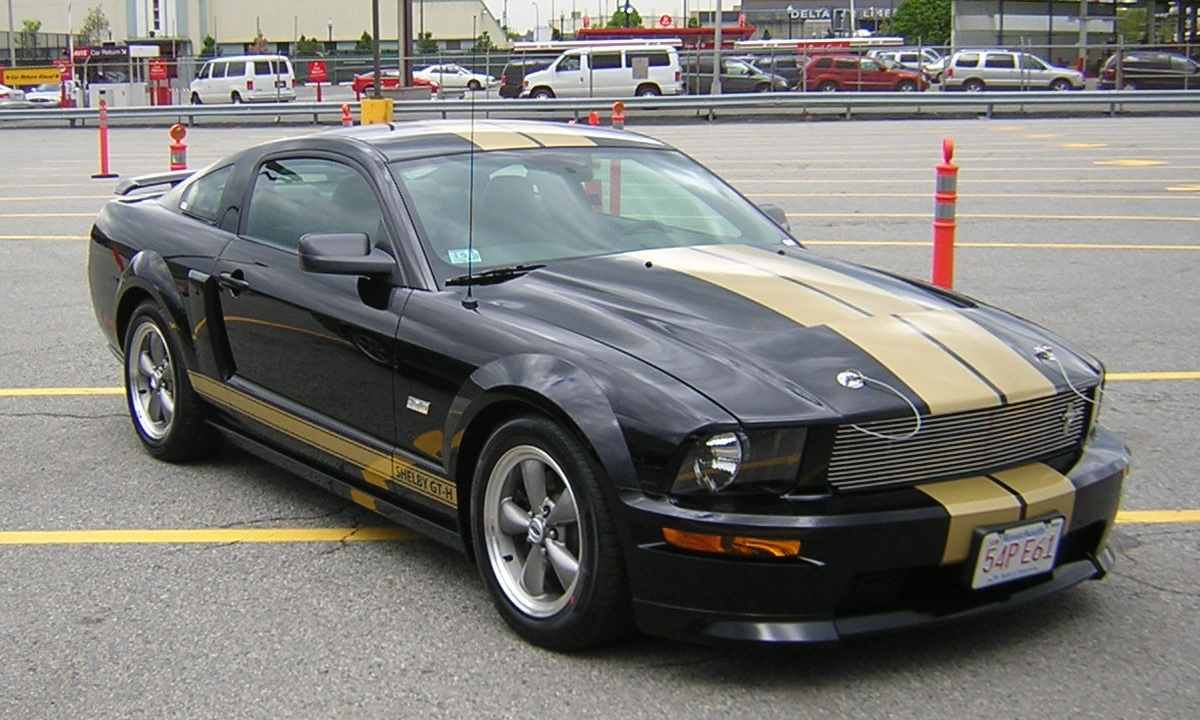
2007 Shelby GT-H

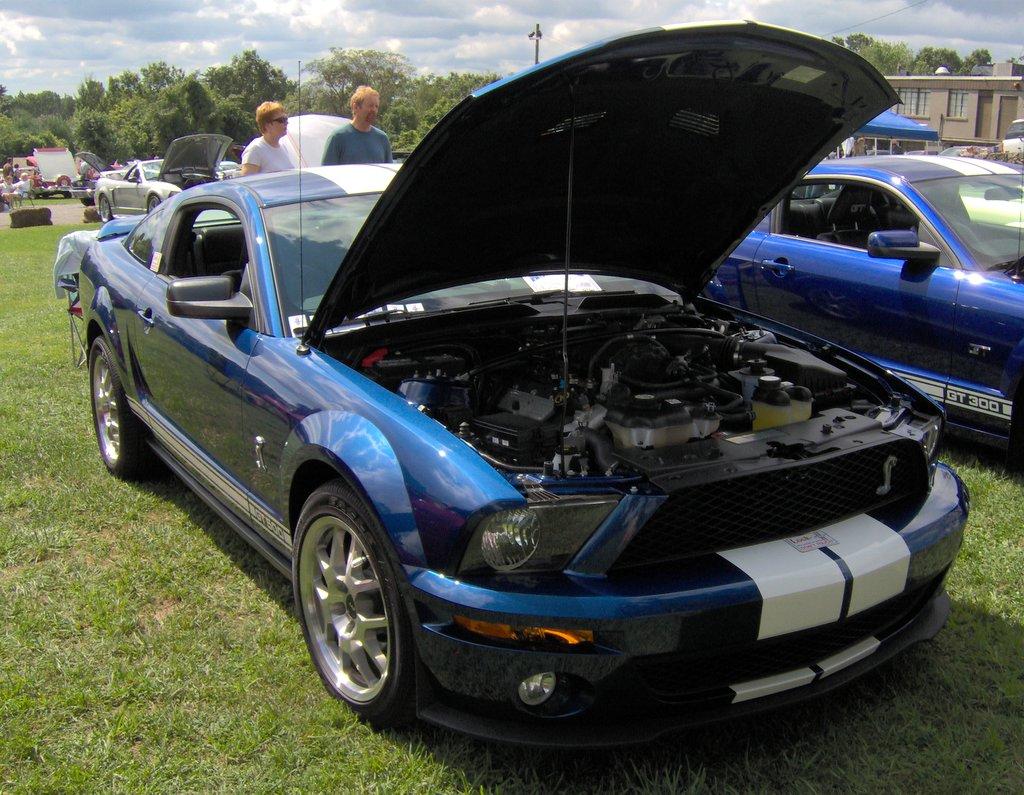
2007 Shelby GT500

シェルビー・マスタング（Shelby Mustang ）は、アメリカ合衆国のフォード・モーターが製造する乗用車である。また過去にシェルビーがフォード・マスタングをベースにチューニングカーとしてモディファイ、販売（ただしシェルビーとして日本での販売実績はない）を行なった経緯がある。したがってマスタングをベースにした特定車種を指す総称であり、モデル名ではない。

## 概要
マスタングをベースにキャロル・シェルビー（の会社）が手がけた、いわゆるレース向けのチューニングカーで、マスタングの上位モデル／フラッグシップモデルとしてフォード・モーターから販売されている。1965年から1969年まで製造され、一部のエンスージアストから人気があり、フォードの懐古路線戦略により2006年復活した。マスタング・コブラ等、「コブラ」の名前とバッジを与えられることが多い（混同しやすいがシェルビー・コブラは別の車種）。またエンジンユニットにはバルブカバー、もしくはエアクリーナヘッドにコブラのマークもしくはロゴが与えられているのも特徴。ただしキャロル・シェルビーが手がけたものではないマスタングの上位モデルとして「コブラ」の名前を受け継いだモデル（マスタング・コブラ、マスタング・キングコブラ等）もあるが、それらはシェルビー・マスタングとは呼ばない。あくまでもキャロル・シェルビーが手がけたマスタングのことを指す。

## 歴史

### 1965 GT350/GT350R

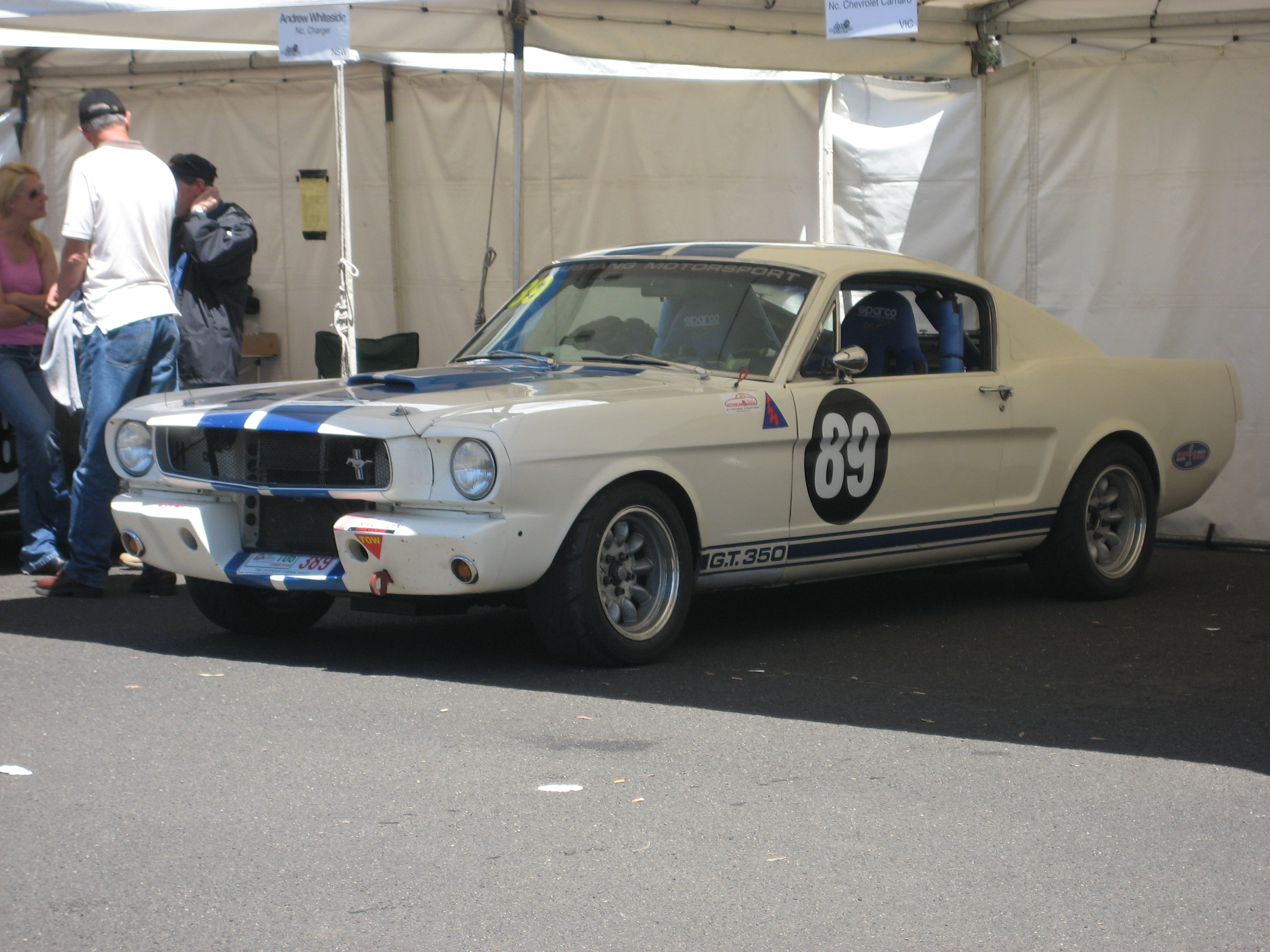
1965 GT350R

1964年、フォード・モーターはマスタングの製造、販売を開始。それに伴いフォード・モーターはマスタングの販売促進のため、SCCAのロードレース参戦を決意。マスタング・ファストバックをベースにしたロードレース用のハイパフォーマンスモデルの開発をシェルビーに委託し、GT350の開発に至った。当時のSCCS Bプロダクション・ホモロゲーション取得には、100台以上の製造販売などが条件であったが、レース出場の約款には市販車から軽量化などのライトチューニングのみ（エンジン、サスペンション、ブレーキ変更不可）で行なうというものであった。そのため、市販車がそのままレースに適応できる状態にする必要があった。GT350はこうした当時のレースシーン、アメリカのナショナリズム、オイルショック前の時代背景といった複合的背景をもって生まれた。
まずシェルビーはフォードに「チャレンジャー289ハイパフォーマンスV8 (以下、HP) を積む外装ホワイト、内装ブラックのマスタング・ファストバック」をリクエストした。
レース適用のため、ボンネットはFRP、レース用LSD、サスペンションもレース用に強化されたものを、さらにエンジンはHPの高性能バージョンであるコブラ289V8を装備。このユニットはマスタングのオプション用であるHPをベースにシェルビーアメリカンがさらにチューニング。HPよりも大トルクである。
さらに細かいところでは、遮音材、制振材、ヒーター、パワーステアリングなど快適性を求めるものは一切排除し、軽量化のためアルミケースのトランスミッションや、重量配分などを考慮してバッテリーがトランクに、スペアタイアが車内に移動した。またホモロゲーションが2座席車であったことなどから、リアシートは取り除かれていた。
外見的なマスタング・ファストバックとの差は、フロントグリルおよびサイドのバッジとボンネット中央のフードシェイカー。リアの中央にある給油口もコブラのエンブレムがある。色は白地のみで、オプションで青ストライプを入れることが可能。またGT350とGT350Rの間に安全装備以外のスペック的な差はなく、エクステリアでフロントバンパーがFRP化されていたことと、フロント以外の窓がアクリル化していただけである。
1965年製造モデルはストリートモデル（通常版）が516台、ドラッグレースモデル（GT350R）が9台、その他（プロトタイプなど）が37台、合計562台とされているが、実際はストリートモデル（GT350）が526台、GT350Rが36台となった。製造、販売はシェルビー・アメリカン。
from Shelby Mustang 1965

### 1966 GT350/GT350H

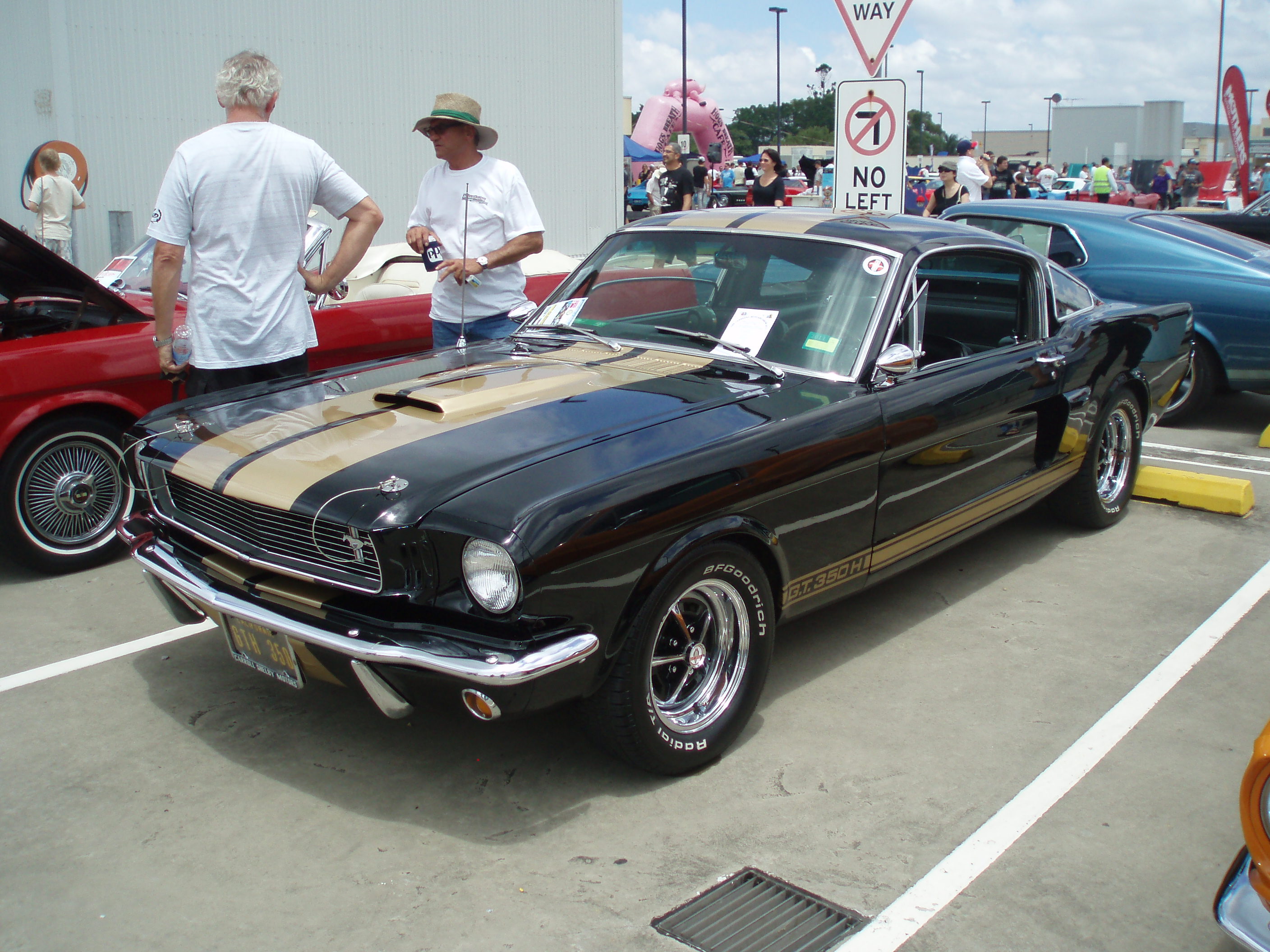
1966 GT350H

しかしあまりにレース指向が強すぎた1965年モデルは様々な苦情を呼んだ。そこで1966年モデルでは一般人に受け入れられるようデチューンが施された。レースシーンでは1965年以降、3年に渡りSCCA Bプロダクションで優勝はもちろん、上位独占という華々しいものであった。しかしその実績、人気とは裏腹に固い足回りや重いステアリング、不快な騒音や臭いなどストリートに不向きな仕様でGT350の市販車はあまりに評判が悪かった。そのためフォードのイメージ戦略として市販車の評判を向上させるべく快適性を1966年モデル以降で向上させた。それは足回りやトランスミッションなどのレース指向のスパルタンなパーツはほぼオプション化、オートマティックトランスミッションやエアコン、ラジオの取り付けオプション選択が可能となり、リアシートも折り畳み式に変更。また色の選択も可能となった。外見的な特徴は、サイドクォーターが窓化されたくらいで、1965年モデルとほとんど変わっていない。
最大の特徴はハーツレンタルカーバージョンの製造が挙げられる。ハーツレンタルカーバージョンはGT350Hとして米国のハーツレンタカー店舗に提供された。これは誰でもスペシャルなマスタングを体験してもらいたいというシェルビーとフォードの意図によるものである。GT350Hは一般に販売されなかった。GT350Hの典型的なカラーは黒で（約1000台中、800台）、すべて金ストライプが入っている。
貧乏なプライベーターが、レンタカーから部品をもぎ取り～僅かな保険料を払って返却した～との真偽不明の都市伝説が伝わっている。
またキャロル・シェルビーが熱望したコンバーチブルバージョンが製造されている。
1966年製造モデルはGT350Hも含め2380台で、うち6台はキャロル・シェルビーによる特注のコンバーチブル。
from Shelby Mustang 1966

### 1967 GT350/GT500

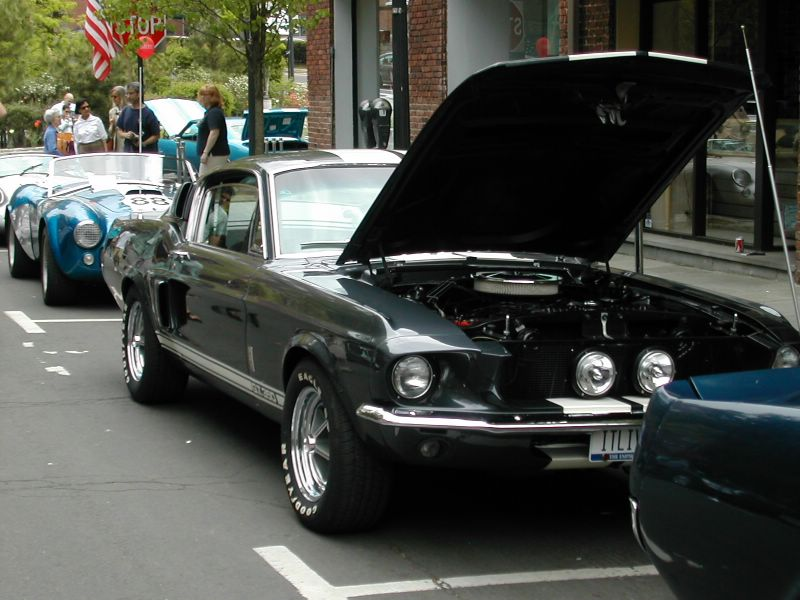
1967 GT350

1967年モデルは外装が大きく変化した。同年にマイナーチェンジが施されたフォード・マスタングをベースにしており、よりエアロダイナミクスを考慮した外装となった。またこのモデルより排気量を向上させたGT500を投入。レース色が濃すぎたイメージを払拭するべくより快適性を求め、マスタングの上位/フラッグシップモデル指向が強くなった。またコブラのバッジが与えられたのもこのモデルからである。
1967年モデルから追加されたGT500は、排気量428ci(約7.0L)、最高出力が355馬力/5400rpmのサンダーバード428V8を与えられた。そのためトランスミッションもフォード製の強化タイプが適用された。GT350は従来通りのコブラ289V8。GT350とGT500の差はエンジンのみである。
1967年モデルはフロント周辺外装が2種類存在する。それはハイビームランプの位置である（ラジエータグリルに設置されたランプはフォグランプではなくハイビームランプ）。サイドに位置するメインのランプに挟まれたラジエータグリルにハイビームランプがセットされるのだが、中央に2つ並んでセットされたバージョンと、ラジエータグリルの両端にセットされメインランプと並ぶバージョンがある。これは当時、ランプの横にハイビームランプを設置しなければならないという法律がカリフォルニア州、ペンシルベニア州などいくつかの州で定められていたため、当該の州ではラジエターグリルの両端にハイビームランプがセットされた。またテールランプは1967年型マーキュリー・クーガーからの流用。

### 1968 GT350/GT500/GT500KR

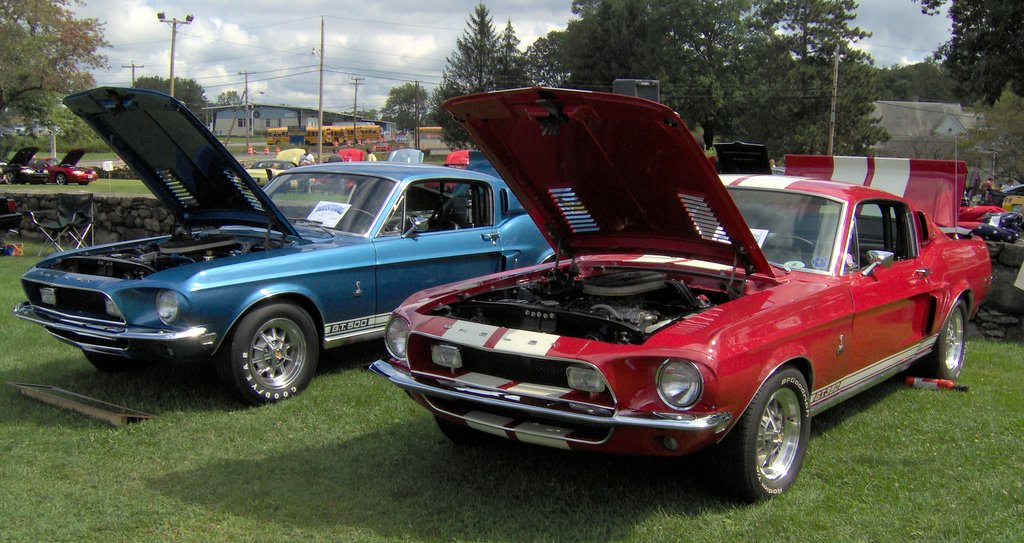
1968 GT350 & GT500

1968年モデルはフォード・マスタングのカタログモデルとなり、外装や仕様がさらに変化した。外装はラジエータグリルが大きくなり、またハイビームランプも円形から長方形に変更。些細なところではテールランプが1965年型フォード・サンダーバードからの流用。エンジンではGT350にはチャレンジャー302V8が与えられた。これは前年までのコブラ289V8と同じくGT350用にハイパフォーマンスチューニングが施されており、315馬力/5000rpmである（from 302 ）。GT500は前年と変わらないエンジンモデルであった吸気ユニットに変更があり、最高出力が360馬力/5400rpmとなった。
1968年モデルで特筆すべきは、GT500KRが加わった事である。KRはキングオブロード（King of Road ）の略であり、その名の通りGT500を凌駕するスペックが与えられた。エンジンはコブラジェット428V8、ショックアブソーバ、トラクションロックLSDなど様々な点でGT500を上回る装備が与えられた。しかしカタログ上のスペックは最高出力335馬力/5200rpmとGT500を下回っている。これは過激な馬力競争、いわゆるマッスルカーの渦中にあり厳しい検査を逃れるためだと言われている。この数値は捏造ではなく、吸気排気システムをすべて設置して計測した数値。通常のカタログでは吸気排気システムをすべて取り払い、エンジン単体で数値計測を行なった数値を載せている。
またそれぞれのモデルにコンバーチブルもカタログモデルとして投入されており、コンバーチブルには車体剛性を補強するロールバーが標準装備となる。
シェルビー・マスタングを取り巻く周辺の出来事としては、1968年、シェルビー・アメリカンはレース専門のシェルビー・レーシング、パーツサプライヤーとなったシェルビー・パーツ、そしてフォードの下請けとなりFRPパーツなどを生産するシェルビー・オートモーティブの3つに分社化された。これはシェルビー・アメリカンが製造、販売が困難になり、またキャロル・シェルビーがレースに専念したいという思惑などの背景がある。その分社化の一環で「コブラ」の商標がシェルビー・アメリカンからフォード・モーターに売却された。

### 1969 GT350/GT500

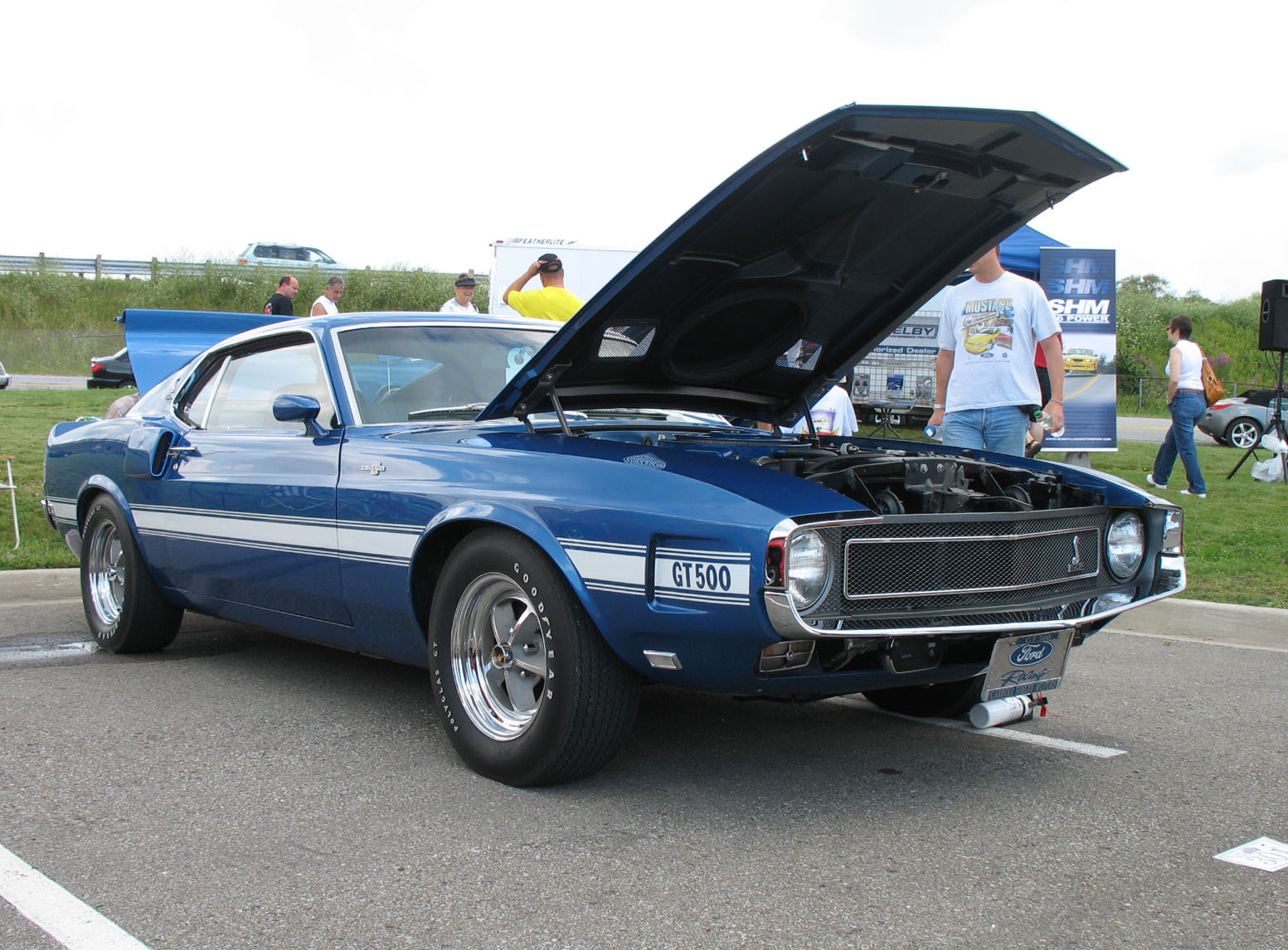
1969 GT500

1969年モデルは再度、外装を変更することとなった。同年デビューしたフォード・マスタング・マッハ1をベースにフルモデルチェンジと言っても過言ではないほどの変貌を遂げている。スペックとしてGT350のエンジンユニットが351V8をチューンナップした最高出力290馬力/4800rpm。バルブカバーにはコブラのマークを入れいかにもスペシャルチューンに見せていたが、中身はマスタング・マッハ1のエンジンと同一であった。GT500のエンジンもまた、前年モデルのGT500KRと同一の428コブラジェット。スペックとして大きな変貌はなかった。
シェルビー・マスタングの歴史はこのモデルで一旦幕を下ろすこととなった。フォード・モーターの戦略として、既にマスタング・マッハ1、マスタング・BOSSという新しいモデルを投入しており、レースシーンもSCCA Tras-Amへと主力ステージを変更しつつあった。大排気量を武器に高スペックとレース指向のいわゆるマッスルカーの市場も狭まりつつ、存在意義も疑問視されていた。それは社会情勢としての背景もある。ベトナム戦争の長期化など国家としての疲弊や、社会情勢の不安やエネルギー問題の浮上などが挙げられる。何より1969年モデルが顕著なのだが、シェルビーというレース名門ブランドを冠したただの車になっている実情があった。発祥はレースにも適用できるロードゴーイングカーであったシェルビー・マスタングもデチューンを繰り返し、上がるのは排気量とエンジンスペックのみ。そしてそれらを補う意味でギミックやデコレートが増える一方であった。その現状を鑑みフォード・モーターとキャロル・シェルビーはシェルビー・マスタングの開発を中止にした。

### 2007 シェルビー GT500

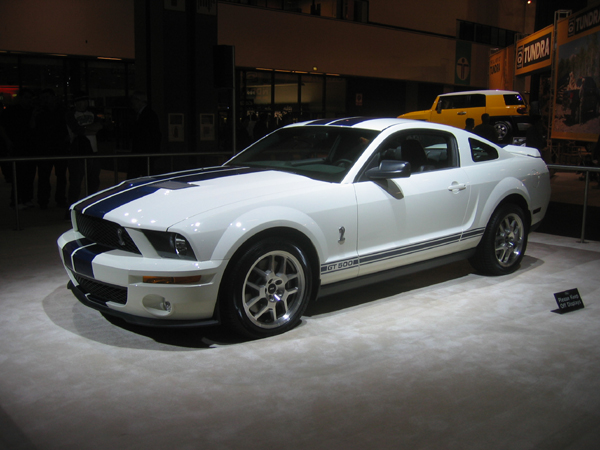
2007 Shelby GT500

2005年、フォード・モーターは6代目マスタングを発売した。その外見は初代をモチーフにしたデザインであった。理由はいくつか挙げられるが、フォード設立100周年記念事業のまっただなかであり、車の流行も懐古路線に傾きつつある。そうした背景の中でフォード・サンダーバード、フォード・GTと往年の名車を彷彿させるデザインの新車を発表しており、その事業の一環としてマスタングも懐古路線をたどることになり、シェルビーが手がけたスペシャル・マスタングもまた同様に復活を遂げた。ただし1965年当時（GT500だから1967年当時でも）と決定的に違うのはフォードが主導を握り、フォード・スペシャル・ヴィークル・チーム（Special Vehicle Team 、SVT）がこのマシンを作っている点である。しかしフォードと関わりを持つキャロル・シェルビーの意見をスペックから外装に関するものまで取り入れているため、シェルビーの名前とバッジが与えられている。
このモデルのプロトタイプが発表，公開されたのは2005年のニューヨーク国際オートショーが最初である。プロトタイプとはいえ、このときすでに量産を可能なモデルとなっていた。実際、2006年秋に売り出された2007年型GT500と同等のスペックであった。そのエンジンユニットはスーパーチャージャー付き5.4L（330ci）32バルブDOHC V8エンジンで、カタログスペックでは500馬力/6000rpmとある。
また、GT500KRは1982年に製作・放送された『ナイトライダー』(Knight Rider)の続編作品として2008年に製作・放送された『ナイトライダーNEXT』(Knight Rider)に登場する「ナイト3000」のベース車に選ばれている。この事から、従来「King of Road」という意味であったKRに、新たに「Knight Rider」という意味も加えられた。
ボディタイプはクーペとコンバーチブル。中央と側面のストライプをオプションで入れることが可能だが、2008年モデルより赤のストライプを選択できる。

### 2013 シェルビー GT500・GT500「Super Snake」
6代目マスタングのほぼ最終形態である、2013年式マスタング、それの最上位モデルとして現れた2013年式GT500、ストック状態で約662馬力を発生させる、そして、マスタング自体のモデルチェンジに伴って、GT500にも変化がある、具体的には
・フロントバンパー、リアバンパーの若干の形状変更
・リアコンビランプ（テールランプ）の変更
・ナンバープレート取り付け位置の形状変更
である。ボディーカラーは純正色にすべて対応しており、好きな色を選ぶことが可能であった（ゴット・ハブ・イットと呼ばれる鮮やかなグリーンや、スクールバスイエローなども選択可）。ストライプは太い線が真ん中に2本というのは変わっていないが、ユーザー選択制で、ステッカーか塗装かが選択できた。
エンジンは、V8スーパーチャージドエンジン、ストック状態で約662馬力/hpを発生させ、これでも十分なパワーであるが、そのパワーを更に向上させ、やんちゃな馬であるマスタングを、さらに凶暴で獰猛な、文字通り「モンスター」に化けさせるモデルが存在する。それが[シェルビーGT500　Super Snake]である。
第一に、Super Snakeは購入方法が全く異なる。ディーラーで購入するわけではなく、まずはフォードのディーラーでGT500を購入する。そしてその購入したマシンをシェルビーアメリカンに送る。この発送の段階で細かな仕様決定をする。仕様を決定したのち、シェルビーアメリカンにて、ハンドメイドで製作される。この際、GT500の購入費＋SuperSnakeのアップグレード費＋往復の送料＋パーツ代がかかる。そのため、車両価格の二倍ほどの値段がかかる。現在は七代目マスタングにモデルチェンジしている。

### 2016 シェルビー GT350/GT350R/GT350「Super Snake」
2020年春にGT350ヘリテイジエディションが発売されたが、GT500の生産に注力するため、GT350とGT350Rは同年を最後に生産を終了した。